# Municipio de Spring (condado de Jefferson)
El municipio de Spring (en inglés: Spring Township) es un municipio ubicado en el condado de Jefferson en el estado estadounidense de Arkansas. En el año 2010 tenía una población de 2751 habitantes y una densidad poblacional de 25,13 personas por km².

## Geografía
El municipio de Spring se encuentra ubicado en las coordenadas 34°10′43″N 92°10′16″O / 34.17861, -92.17111. Según la Oficina del Censo de los Estados Unidos, el municipio tiene una superficie total de 109.46 km², de la cual 109.29 km² corresponden a tierra firme y (0.15%) 0.16 km² es agua.

## Demografía
Según el censo de 2010, había 2751 personas residiendo en el municipio de Spring. La densidad de población era de 25,13 hab./km². De los 2751 habitantes, el municipio de Spring estaba compuesto por el 88.3% blancos, el 8.29% eran afroamericanos, el 0.58% eran amerindios, el 0.58% eran asiáticos, el 0.04% eran isleños del Pacífico, el 0.76% eran de otras razas y el 1.45% pertenecían a dos o más razas. Del total de la población el 1.34% eran hispanos o latinos de cualquier raza.